# Operazione Plunder
L'operazione Plunder incominciò durante la notte del 23 marzo 1945, ed era costituita dall'attraversamento del fiume Reno nei pressi di Rees, Wesel e a sud del canale Lippe da parte della 2ª armata britannica, al comando del generale di corpo d'armata Miles Dempsey, e la 9ª armata statunitense al comando del generale di corpo d'armata William Simpson. Il XVIII Corpo aviotrasportato statunitense, costruito dalla 6ª divisione aerotrasportata britannica e la 17ª divisione aviotrasportata statunitense furono invece impiegate nell'operazione Varsity. Tutte queste formazioni facevano parte del 21º gruppo d'armata al comando del Maresciallo di campo Bernard Montgomery, come parte di un gruppo coordinato di attraversamento del Reno.

## Preparazione
I preparativi, come l'accumulo di rifornimenti, la costruzione della strada e il trasporto di 36 mezzi da sbarco della Royal Navy vennero nascosti attraverso una grande cortina fumogena a partire dal 16 marzo. L'operazione ebbe inizio durante la notte del 23 marzo 1945, e comprendeva anche l'operazione Varsity, l'atterraggio tramite paracadute e con alianti nei pressi di Wesel e l'operazione Archway da parte del SAS.

## Battaglia
L'assalto iniziale venne condotto da tre formazioni Alleate: il XXX e il XII Corpo britannico e il XVI Corpo statunitense. Una delle unità impiegate, la 79ª divisione corazzata, al comando del maggiore Sir Percy Hobart era già stata impiegata nello sbarco in Normandia. Essa è specializzata nel risolvere compiti tramite veicoli corazzati particolari come il Buffalo, un veicolo corazzato anfibio cingolato per il trasporto di carichi o personale in grado di attraversare terreno soffice e paludoso. Questi veicoli vennero utilizzati per la fanteria che venne inviata in avanguardia.
La prima parte dell'operazione ebbe inizio con la 51ª divisione fanteria, guidata dal 7º Reggimento Black Watch, alle 21:00 del 23 marzo, seguita dal 7ª Rgt Fanteria Argyll and Sutherland Highlanders. Alle 02:00 del 24 marzo la 15ª divisione britannica sbarcò tra Wesel e Rees. Inizialmente non ci fu opposizione, ma poco dopo incontrarono resistenza da parte di nidi di mitragliatrici. La 1° Commando Brigate inglese entrò a Wesel.
La 30ª divisione statunitense giunse a sud di Wesel. La resistenza venne superata tramite l'uso dell'artiglieria e di bombardamenti aerei. Successivamente giunse anche la 79ª divisione. Le perdite statunitensi furono minime.
La resistenza tedesca contro gli sbarchi degli scozzesi continuò, organizzando anche contrattacchi. Tuttavia continuarono gli sbarchi, tra cui equipaggiamento pesante e carri armati. Le forze statunitensi riuscirono a effettuare l'attraversamento nella serata del 24 marzo.

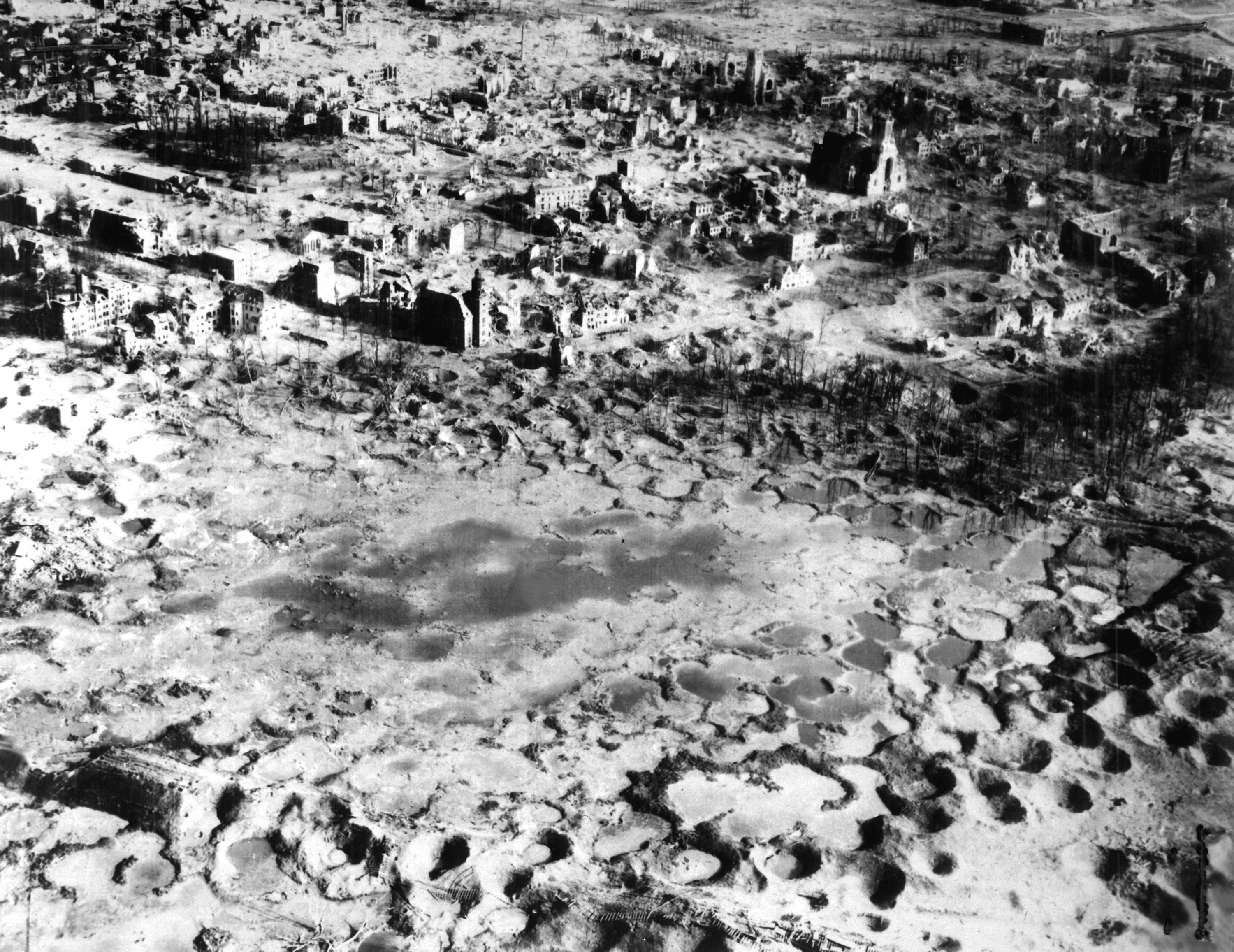
Le rovine della città di Wesel dopo i bombardamenti degli Alleati.

L'operazione Varsity incominciò alle 10:00 del 24 marzo, con l'obiettivo di disattivare le comunicazioni nemiche. Nonostante una dura resistenza agli atterraggi e dopo gli stessi, le truppe paracadutate riuscirono ad avanzare e a respingere i contrattacchi.
Vennero applicati gli insegnamenti tratti dalla dura lezione dell'operazione Market Garden. Nel pomeriggio la 15ª divisione scozzese si riunì con entrambe le divisioni aviotrasportate.
I tedeschi opposero una strenua resistenza attorno a Bienen, a nord di Rees, dove l'intera 9ª brigata canadese dovette essere impiegata per recuperare la "Black Watch". Tuttavia venne stabilita una testa di ponte e il vantaggio numerico e di equipaggiamento degli Alleati riuscirono a prevalere.

## Conseguenze

### Impatto sulla Germania
La Germania schierò contro gli Alleati la 1ª armata paracadutisti, al comando del generale Alfred Schlemm, parte del Gruppo d'armata H. Anche se questa formazione era considerata una delle più efficaci tra le forze tedesche presenti nella zona, essa era stata gravemente indebolita nella precedente battaglia di Reichswald. Incapaci di contrastare la pressione degli Alleati, l'armata tedesca si ritirò a nord est verso Amburgo e Brema, lasciando un vuoto tra essa e la 15ª armata tedesca nella Ruhr.
Il 27 marzo, il comando della 1ª armata paracadutisti passò al generale Günther Blumentritt, poiché Schlemm era stato ferito. Blumentritt e il suo superiore, il colonnello generale Johannes Blaskowitz riconobbero che la battaglia era persa: il fronte dell'armata era incompleto, non erano disponibili riserve, non era possibile il supporto aereo, l'artiglieria era debole ed erano presenti pochi carri armati. Le comunicazioni erano carenti, e un Corpo non poté essere contattato. I rifornimenti erano così scarsi che non vennero mai utilizzati.
Anche se Blumentritt aveva ordini precisi provenienti dal Comando supremo di mantenere la posizione e combattere, egli, a partire dal 1º aprile gestì una ritirata con perdite minime oltre il canale Dortmund-Ems verso la foresta di Teutoburgo. Nell'arco di una settimana dall'avvio dell'operazione Plunder, gli Alleati avevano preso 30 000 prigionieri a nord della Ruhr.

### Alleati
Nonostante il successo dell'operazione, essa sottolineò ulteriormente l'irritazione della maggior parte dei generali statunitensi verso Montgomery e forse verso gli svantaggi del cauto approccio alle operazioni da parte del maresciallo inglese.
Montgomery fece arrabbiare ripetutamente i comandanti statunitensi in Sicilia, in Normandia e dopo la offensiva delle Ardenne. La sua reputazione diminuì ulteriormente nell'operazione Market Garden e il fallimento dell'apertura del porto di Anversa (Battaglia della Schelda).
Gli attraversamenti dell'operazione Plunder vennero considerati il principale attacco attraverso il Reno, ma alla conferenza di Malta all'inizio di febbraio del 1945, Eisenhower pianificò ulteriori attraversamenti a sud della Ruhr. Nella preparazione di questi ultimi, le truppe statunitensi il 7 marzo sfruttarono un ponte che i tedeschi non erano riusciti a demolire presso Remagen per formare una testa di ponte attraverso il Reno. Il generale Patton (un aspro critico di Montgomery) inviò la sua 3ª armata a forzare un ponte a sud del fiume Meno, di fronte a Oppenheim.
Le preparazioni di Montgomery erano giudicate come eccessivamente caute e Patton era convinto che i nemici potevano essere respinti se fossero stati colti di sorpresa e quindi impreparati alla difesa. Tuttavia, mentre gli Alleati si stavano preparando, il XLVII Corpo Panzer riuscì a riequipaggiarsi e rinforzarsi in relativa sicurezza nei Paesi Bassi. A Bienen e altrove, gli anglo-canadesi affrontarono truppe tedesche in buone posizioni difensive.
Il grande assalto dell'operazione Varsity venne criticato come non necessario e costoso in termini di perdite. Montgomery urtò ulteriormente gli statunitensi proponendo di voler prendere il comando delle divisioni statunitensi.